# Benediktinerinnenkloster Osnabrück
Das Benediktinerinnenkloster Osnabrück (auch: Kloster der Ewigen Anbetung) ist seit 1854 ein Kloster der Benediktinerinnen vom Heiligsten Sakrament in Osnabrück. Es ist nicht zu verwechseln mit dem Kloster Gertrudenberg, dem ehemaligen Kloster der Benediktinerinnen in Osnabrück.

## Geschichte

### Von Saint-Omer nach Osnabrück
Das 1841 in Saint-Omer (70 km nordwestlich Lille) gegründete Kloster der Benediktinerinnen vom Heiligsten Sakrament, das 1885 nach Boulogne-sur-Mer (und von dort 1904 nach Belgien) wechselte, gründete 1854 auf Einladung des Osnabrücker Weihbischofs Carl Anton Lüpke eine Niederlassung in Osnabrück (Kamp Nr. 5, dann neuer Graben Nr. 10), die 1859 zum Priorat erhoben wurde.  Von 1854 bis 1865 führten die Schwestern eine Mädchenschule, die 1862 von dem frankreichfreundlichen König Georg V. von Hannover besucht wurde. 

### Gründung in Eisleben, Exil in Oldenzaal, Neubau in Osnabrück
Das Kloster besiedelte 1869 in Eisleben das mittelalterliche Kloster Neu-Helfta. Im Zuge des Kulturkampfes mussten beide Klöster 1875 Deutschland verlassen und gingen ins Exil nach Oldenzaal in den Niederlanden. Das dort 1876 gegründete Kloster bestand bis 1967. Nach Beendigung des Kulturkampfes kehrte ein Teil des Oldenzaaler Konvents nach Osnabrück (aber nicht nach Eisleben) zurück und baute (auch mit dem Erlös des Verkaufs von Neu-Helfta) ein neues Kloster auf dem Gelände der ehemaligen „Nobbenburg“ am Hasetorwall, das 1899 bezogen wurde und 1910 um einen Erweiterungsbau bereichert wurde. Als 1904 das Kloster Boulogne-sur-Mer ins belgische Exil gehen musste, wählten drei Schwestern Osnabrück als Exilkloster. Zu einer Rückkehr nach Boulogne ist es nicht gekommen.

### Krieg und Wiederaufbau
Nachdem das Kloster in den Jahren 1942 bis 1944 durch Bombardierung unbewohnbar geworden war (zwei Schwestern starben), konnte das Kloster dank der Unterstützung durch Bischof Wilhelm Berning und durch den Kaplan und späteren Bischof Helmut Hermann Wittler wiederaufgebaut werden. Heute betreiben die Schwestern eine Hostienbäckerei, eine Paramentenwerkstatt und eine Werkstatt zur künstlerischen Verzierung von Kerzen. Das Kloster (Hasetorwall 22) zählt derzeit 18 Nonnen. 